# B&B Hotels-KTM/2022
Deze pagina geeft een overzicht van de B&B Hotels p/b KTM-wielerploeg in 2022.

## Algemene gegevens
Sponsors: B&B Hotels, KTM
Teammanager: Jérôme Pineau
Ploegleiders: Didier Rous, Gilles Pauchard, Jimmy Engoulvent, Samuel Dumoulin, Yvonnick Bolgiani
Fietsmerk: KTM
Kleding: Noret

## Renners
| Naam                  | Geboortedatum | Nationaliteit | Ploeg 2021               |
| --------------------- | ------------- | ------------- | ------------------------ |
| Pierre Barbier        | 25-09-1997    | Frankrijk     | DELKO                    |
| Cyril Barthe          | 14-02-1996    | Frankrijk     |                          |
| Alan Boileau          | 25-06-1999    | Frankrijk     |                          |
| Franck Bonnamour      | 20-06-1992    | Frankrijk     |                          |
| Maxime Chevalier      | 16-05-1999    | Frankrijk     |                          |
| Jens Debusschere      | 28-08-1989    | België        |                          |
| Thibault Ferasse      | 12-09-1994    | Frankrijk     |                          |
| Cyril Gautier         | 26-09-1987    | Frankrijk     |                          |
| Alexis Gougeard       | 05-03-1993    | Frankrijk     | AG2R-Citroën             |
| Miguel Heidemann      | 27-01-1998    | Duitsland     | Leopard Pro Cycling      |
| Jonathan Hivert       | 23-03-1985    | Frankrijk     |                          |
| Quentin Jauregui      | 22-04-1994    | Frankrijk     |                          |
| Victor Koretzky       | 26-08-1994    | Frankrijk     | Team KMC Ekoï Orbea      |
| Adrien Lagrée         | 25-04-1997    | Frankrijk     |                          |
| Axel Laurance         | 13-04-2001    | Frankrijk     |                          |
| Jérémy Lecroq         | 07-04-1995    | Frankrijk     |                          |
| Cyril Lemoine         | 03-03-1983    | Frankrijk     |                          |
| Eliot Lietaer         | 15-08-1990    | België        |                          |
| Julien Morice         | 20-07-1991    | Frankrijk     |                          |
| Luca Mozzato          | 15-02-1998    | Italië        |                          |
| Raphael Parisella     | 23-10-2002    | Canada        | Rally Cycling            |
| Pierre Rolland        | 10-10-1986    | Frankrijk     |                          |
| Sebastian Schönberger | 14-05-1994    | Oostenrijk    |                          |
| Jordi Warlop          | 04-06-1996    | België        | Sport Vlaanderen-Baloise |

### Stagiairs
Per 1 augustus 2022
| Naam            | Geboortedatum | Nationaliteit | Vorige ploeg |
| --------------- | ------------- | ------------- | ------------ |
| Nolann Mahoudo  | 17-11-2002    | Frankrijk     |              |
| Louis Rouland   | 21-10-2002    | Frankrijk     |              |
| Florian Dauphin | 06-04-1999    | Frankrijk     |              |

### Vertrokken
| Naam                | Geboortedatum | Nationaliteit | Ploeg 2022   |
| ------------------- | ------------- | ------------- | ------------ |
| Frederik Backaert   | 13-03-1990    | België        | Gestopt      |
| Nicola Bagioli      | 19-02-1995    | Italië        | Gestopt      |
| Maxime Cam          | 09-07-1992    | Frankrijk     | ?            |
| Bryan Coquard       | 25-04-1992    | Frankrijk     | Cofidis      |
| Bert De Backer      | 02-04-1984    | België        | Gestopt      |
| Quentin Pacher      | 06-01-1992    | Frankrijk     | Groupama-FDJ |
| Kévin Reza          | 08-05-1988    | Frankrijk     | Gestopt      |
| Jonas Van Genechten | 16-09-1986    | België        | Gestopt      |

## Overwinningen
Ronde van Rwanda
7e etappe: Alan Boileau
Alpes Isère Tour
2e etappe: Quentin Jauregui
3e etappe: Victor Koretzky
Critérium du Dauphiné
Bergklassement: Pierre Rolland
Polynormande
Franck Bonnamour
CRO Race
4e etappe: Axel Laurance
Alpecin-Deceuninck · B&B Hotels-KTM · Bardiani-CSF-Faizanè  · Bingoal Pauwels Sauces WB · Burgos-BH · Caja Rural-Seguros RGA · Drone Hopper-Androni Giocattoli · EOLO-Kometa · Equipo Kern Pharma · Euskaltel-Euskadi · Gazprom-RusVelo · Human Powered Health · Sport Vlaanderen-Baloise · Arkéa-Samsic · Team Novo Nordisk · Team TotalEnergies · Uno-X Pro Cycling Team